# Can’t Buy Me Love
Can’t Buy Me Love (englisch für Kann mir keine Liebe kaufen) ist ein Lied der britischen Band The Beatles, das am 16. März 1964 in den USA und am 20. März 1964 in Großbritannien als Single veröffentlicht und sofort zum Nummer-eins-Hit wurde. Das Copyright ist mit Lennon/McCartney angegeben. Auf der B-Seite der Single befindet sich das Stück You Can’t Do That.

## Geschichte
Can’t Buy Me Love war die erste der Singles der Gruppe, auf der nur ein Sänger zu hören war. Das Lied wurde von Paul McCartney und John Lennon im Hotel George V in Paris geschrieben, als die Beatles für eine 20-tägige Konzertserie im Olympia gastierten. Das Lied war eines der ersten in der Popmusik, das anstelle der Strophe mit dem Refrain begann. Es wurde eigens für den Film A Hard Day’s Night geschrieben.
Can’t Buy Me Love war die vierte Single der Beatles, die sich in Großbritannien auf Nummer eins der Single-Charts platzieren konnte und ihre dritte Single, die sich über eine Million Mal verkaufte. Auch in den USA erreichte die Single den ersten Platz der Charts. Dort wurden in der ersten Woche nach Erscheinen mehr als zwei Millionen Exemplare der Single verkauft. In Großbritannien gab es über eine Million Vorbestellungen für die Single.
Als die Single am 4. April 1964 auf Platz eins der US-amerikanischen Single-Charts stieg, besetzten die Beatles die ersten fünf Plätze der Hitparade; ein seitdem nie wieder erreichtes Ereignis in den Single-Charts; dies war der Höhepunkt der British Invasion:
Platz 1 – Can’t Buy Me Love
Platz 2 – Twist and Shout
Platz 3 – She Loves You
Platz 4 – I Want to Hold Your Hand
Platz 5 – Please Please Me
Eine Woche später hatten die Beatles insgesamt 14 Titel in den US-amerikanischen Singlecharts. Das Stück gehörte 1964 und 1965 zum festen Live-Repertoire der Beatles.
Can’t Buy Me Love war zweimal im Film A Hard Day's Night zu sehen. Das erste Mal in der Szene, als die Beatles aus dem Fernsehstudio fliehen, um auf einem Feld herumzulaufen. Die andere Szene zeigt die Gruppe, als sie zu einer Polizeistation rennt, verfolgt von Polizeibeamten.
Als 1966 die Vermutung aufkam, das Lied handele von Prostitution, entgegnete McCartney, dass das Lied nur beschreibe, dass er sich trotz des kommerziellen Erfolges der Beatles nicht alles kaufen konnte, was er wollte. McCartney sagte 1966 dazu: „Persönlich denke ich, dass man jede beliebige Interpretation auf alles anwenden kann, aber wenn jemand vorschlägt, dass es in ‚Can’t Buy Me Love‘ um eine Prostituierte geht, ziehe ich die Grenze. Das geht zu weit.“ In späteren Jahren relativierte er diese Aussage und bemerkte eher scherzhaft, dass er das Lied eigentlich auch Can Buy Me Love hätte nennen können.

## Aufnahme
Aufgenommen wurde der Titel größtenteils am 29. Januar 1964 im Pariser Tonstudio Pathé Marconi. Produzent war George Martin, der Toningenieur war Norman Smith. Es war das erste Mal seit den 1961/62er Aufnahmen in Hamburg, dass die Band außerhalb von Großbritannien Aufnahmen machte und auch das letzte Mal. Der Einspielung von Can’t Buy Me Love waren die Aufnahmen für die beiden deutschen Versionen der Lieder She Loves You  und I Want To Hold Your Hand  (Sie liebt dich und Komm gib mir deine Hand) vorausgegangen. Da diese Aufnahmen schneller vonstattengingen als geplant, war noch Zeit im Studio, um Can’t Buy Me Love einzuspielen, das erst kurz zuvor von Paul McCartney im Hôtel George-V in Paris geschrieben worden war. Bei dieser Session entstanden vier Takes des Stücks. Am 25. Februar 1964 wurden in den Londoner Abbey Road Studios der vierten Aufnahme im Overdub-Verfahren ein neues Gitarrensolo von George Harrison und eine Gesangsspur von McCartney hinzugefügt. Harrison setzte für das Solo seine neue zwölfsaitige Rickenbacker 360-12 ein.
Die Abmischungen des Liedes erfolgten am 26. Februar 1964 in Mono und am 22. Juni 1964 in Stereo.
Besetzung
- John Lennon: Akustikgitarre
- Paul McCartney: Bass, Gesang
- George Harrison: Leadgitarre
- Ringo Starr: Schlagzeug

Im Rahmen der Anthology-Reihe wurde eine alternative Fassung des Stücks auf der Anthology 1 veröffentlicht. Man wählte dafür die zweite Version der vier Aufnahmen vom 29. Januar 1964 aus. Diese Fassung des Twelve-bar-Blues-Stücks unterscheidet sich durch einen mehr bluesorientierten Gesang von McCartney und durch die hier vorhandenen Backing-Vocals, die von John Lennon und George Harrison stammten.

## Veröffentlichungen
- Can’t Buy Me Love erschien am 9. März 1964 in Deutschland auf Single mit der B-Seite You Can’t Do That, in den USA am 16. März und vier Tage später in Großbritannien. Die Single war in Großbritannien und den USA ein Nummer-eins-Hit, in Deutschland erreichte sie Platz 24.
- In den USA wurde Can’t Buy Me Love auf dem dortigen vierten Album A Hard Day’s Night am 26. Juni 1964 veröffentlicht. Am 9. Juli 1964 erschien in Deutschland das vierte Beatles-Album A Hard Day’s Night, hier hatte es den Titel: Yeah! Yeah! Yeah! A Hard Day’s Night, auf dem Can’t Buy Me Love enthalten ist. In Großbritannien wurde das Album am 10. Juli 1964 veröffentlicht; dort war es das dritte Beatles-Album.
- In Deutschland erschien im September 1964 die EP The Beatles’ Songs, auf der sich Can’t Buy Me Love befindet.
- In den kommenden Jahren wurde Can’t Buy Me Love für folgende Kompilationsalben der Beatles verwendet: A Collection of Beatles Oldies (1966), Hey Jude (1970), 1962–1966 (1973), 20 Greatest Hits (1982) und 1 (2000).
- Am 4. Mai 1977 erschien das Livealbum der Beatles The Beatles at the Hollywood Bowl; es enthält unter anderen Can’t Buy Me Love.
- Für BBC Radio nahmen die Beatles unter Livebedingungen drei weitere Fassungen von Can’t Buy Me Love auf, von denen die Aufnahme vom 28. Februar 1964, im Number One Studio, BBC Piccadilly Theatre, London, auf dem Album Live at the BBC am 28. November 1994 erschien.[8]
- Am 20. November 1995 erschien das Album Anthology 1, auf dem sich der Aufnahme-Take 2 befindet.
- Am 6. November 2015 wurde das Album 1 zum zweiten Mal wiederveröffentlicht. Dabei sind bei einigen Liedern, die von Giles Martin und Sam Okell neu abgemischt wurden, deutlich hörbare Unterschiede zu vernehmen; so ist der Gesang bei Can’t Buy Me Love dominanter.[9][10]
- Am 10. November 2023 wurde das Kompilationsalbum 1962–1966 erneut wiederveröffentlicht. Auf diesem befindet sich Can’t Buy Me Love in einer von Giles Martin und Sam Okell 2023 neu abgemischten Version.

## Coverversionen
Es wurden über 330 Coverversionen von Can’t Buy Me Love veröffentlicht.
Bekannte Coverversionen stammen unter anderem von folgenden Interpreten:
- Ella Fitzgerald nahm den Song bereits 1964 in ihr Repertoire auf. Er erschien auf ihrem Live-Album Ella at Juan-les-Pins sowie auf dem Studio-Album Hello, Dolly!. Paul McCartney sagte zu dieser Version: „Ella Fitzgerald hat später eine Version gemacht, die mich sehr geehrt hat.“
- Tom Jones nahm den Song auf und er ist in seiner Version auf zahlreichen Kompilations-Alben veröffentlicht worden.
- The Supremes nahmen ihn live für ihr Album A Bit of Liverpool auf.
- Michael Bublé sang das Lied 2005 zu einem Big-Band-Arrangement von John Clayton und David Foster. Es ist auf seinem Album It’s Time und in einer Liveversion auf Caught in the Act zu hören.
- The King’s Singers veröffentlichten eine A-cappella-Version des Liedes im Madrigal-Stil auf ihrem Album New Day (1980); auf dem Album The Beatles Connection (1986) wurde es wiederveröffentlicht.

## Auszeichnungen für Musikverkäufe
| Land/Region                  | Auszeichnungen für Musikverkäufe (Land/Region, Auszeichnung, Verkäufe) | Verkäufe  |
| ---------------------------- | ---------------------------------------------------------------------- | --------- |
| Vereinigte Staaten (RIAA)    | Gold                                                                   | 2.100.000 |
| Vereinigtes Königreich (BPI) | Silber                                                                 | 1.570.000 |
| Insgesamt                    | 1× Silber · 1× Gold ·                                                  | 3.670.000 |